# Râul Valea Nimăieștilor
Râul Valea Nimăieștilor sau Râul Nimăiești este un curs de apă, afluent al râului Crișul Negru. Râul se formează la confluența brațelor Valea Mare și Plaiu.
Sectorul din vecinătatea localității Budureasa este cunoscut și sub denumirea de Râul Budureasa

## Hărți
- Harta Munților Vlădeasa
- Harta munții Bihor-Vlădeasa  Arhivat în 9 iunie 2008, la Wayback Machine.
- Harta munții Apuseni